# SAP Center
SAP Center (oficiálně SAP Center at San Jose, běžně San Jose Arena) je aréna určená pro hokejové, basketbalové, fotbalové, wrestlingové, ale i tenisové zápasy. Nachází se v San José v Kalifornii. 
Nejvíce jí využívá tým kanadsko-americké NHL San Jose Sharks, proto se jí říká The Shark Tank neboli Žraločí nádrž. Dále jí využívá hokejový tým AHL San Jose Barracuda, basketbalový tým Golden State Warriors (NBA) a San Jose Sabercats, kteří hrají Arena Football League, třetí nejvyšší severoamerickou ligu amerického fotbalu. Do roku 2013 hala také hostila mužský tenisový turnaj SAP Open hraný na okruhu ATP Tour. 
Do roku 2001 se jmenovala San Jose Arena a poté byl její název změněn na Compaq Center, který vydržel jen 8 měsíců, jelikož nadnárodní firma Hewlett-Packard koupila společnost Compaq a tak byl název změněn na HP Pavilion at San Jose. Její chod řídí soukromá společnost San Jose Sports & Entertainment Enterprises.